# 2024年宁波网球公开赛
2024年奥克斯·宁波网球公开赛（2024 AUX Ningbo Open），于2024年10月14–20日在中国浙江省宁波市鄞州网球中心的室外硬地球场进行，属于2024年WTA巡回赛的一部分。这是宁波网球公开赛由WTA250巡回赛升级为WTA500巡回赛的第一年，取代了已经停办的郑州网球公开赛。
黛莉亚·卡萨特金娜在决赛中击败了通报米拉·安德烈耶娃获得单打冠军，这是她第8个WTA巡回赛单打冠军，这也是她在本赛季第6次进入WTA500赛的决赛，获得了2个冠军。卡萨特金娜在1/4决赛对阵尤利娅·普京采娃的比赛中挽救了两个赛点后赢得了比赛。黛米·舒尔斯和袁悦获得双打冠军，这是袁悦的首个WTA巡回赛双打冠军，也是舒尔斯的第19个巡回赛双打冠军。

## 比赛结果
| 项目 | 冠军              | 亚军                               | 比分          |
| ---- | ----------------- | ---------------------------------- | ------------- |
| 单打 | 黛莉亚·卡萨特金娜 | 米拉·安德烈耶娃                    | 6–0, 4–6, 6–4 |
| 双打 | 黛米·舒尔斯 袁悦  | 妮可·梅里查尔-马丁内斯 艾伦·佩雷斯 | 6-3, 6-3      |

## 单打比赛

### 种子选手
| 协会   | 球员                   | 排名 | 种子号 |
| ------ | ---------------------- | ---- | ------ |
| 義大利 | 贾斯明·保利尼          | 6    | 1      |
| 中國   | 郑钦文                 | 7    | 2      |
| 美国   | 艾玛·纳瓦罗            | 8    | 3      |
| 捷克   | 巴尔博拉·克赖奇科娃    | 10   | 4      |
|        | 黛莉亚·卡萨特金娜      | 11   | 5      |
| 巴西   | 比阿特丽斯·哈达德·玛雅 | 12   | 6      |
|        | 安娜·卡林斯卡娅        | 13   | 7      |
| 西班牙 | 葆拉·巴多萨            | 15   | 8      |

- 1 参考2024年10月7日排名。[4]

### 其他途径参赛选手
外卡：
- 王曦雨
- 王雅繁

排名保护：
- 卡洛琳娜·穆霍娃

退赛：
- 丹妮尔·柯林斯 → 被替补为  米拉·安德烈耶娃
- 玛尔塔·科斯秋克 → 被替补为  凯蒂·博尔特
- 耶莲娜·奥斯塔朋科 → 被替补为  尤利娅·普京采娃
- 杰茜卡·佩古拉 → 被替补为  安娜斯塔西亚·波塔波娃
- 玛丽亚·萨卡里 → 被替补为  叶卡捷琳娜·亚历山德罗娃
- 唐娜·维基奇 → 被替补为  凯特琳娜·丝妮柯娃
- 柳德米拉·萨姆索诺娃 → 被替补为  邦达尔·安娜（幸运落败者）
- 贾斯明·保利尼 → 被替补为  塔玛拉·科尔帕奇（幸运落败者）
- 艾玛·纳瓦罗 → 被替补为  埃拉·赛德尔（幸运落败者）
- 王雅繁 → 被替补为  卡辛卡·冯·戴希曼（幸运落败者）
- 叶卡捷琳娜·亚历山德罗娃 → 被替补为  马烨欣（幸运落败者）
- 安娜斯塔西亚·波塔波娃 → 被替补为  韩天遇（幸运落败者）
- 郑钦文 → 被替补为  杰奎琳·克里斯蒂安（幸运落败者）

资格赛：
- 卡米拉·拉希莫娃
- 瓦尔瓦拉·列普琴科
- 尤晓迪
- 奥利维娅·盖德茨基
- 阿伊拉·托姆利亚诺维奇
- 萨拉·埃拉尼

## 双打比赛

### 种子选手
| 协会     | 球员                   | 协会 | 球员                | 综合排名 | 种子号 |
| -------- | ---------------------- | ---- | ------------------- | -------- | ------ |
| 美国     | 妮可·梅里查尔-马丁内斯 |      | 艾伦·佩雷斯         | 21       | 1      |
| 中華臺北 | 詹皓晴                 | 捷克 | 巴尔博拉·克赖奇科娃 | 45       | 2      |
|          | 安娜·达妮莉娜          |      | 伊琳娜·赫罗马切娃   | 58       | 3      |
| 墨西哥   | 朱里亚娜·奥尔莫斯      |      | 亚历山德拉·帕诺娃   | 67       | 4      |

- 1 参考2024年10月7日排名。

### 其他途径参赛选手
外卡：
- 杨钊煊 /  张帅